# Pesqueiras (Chantada)
Pesqueiras (llamada oficialmente Santa María de Pesqueiras) es una parroquia española del municipio de Chantada, en la provincia de Lugo, Galicia.

## Organización territorial
La parroquia está formada por ocho entidades de población, constando cuatro de ellas en el nomenclátor del Instituto Nacional de Estadística español:
- A Airoá
- A Chabola
- Nogueira (A Nogueira)
- O Outeiro
- O Piñeiro
- Soilán
- San Miguel
- Vidal

## Demografía
| Gráfica de evolución demográfica de Pesqueiras entre 2000 y 2019 |
|                                                                  |
| Datos según el nomenclátor publicado por el INE.                 |